# Fridericia ulrikae
Fridericia ulrikae är en ringmaskart som beskrevs av Emilia Rota och Brenda Healy 1999. Fridericia ulrikae ingår i släktet Fridericia, och familjen småringmaskar. Arten är reproducerande i Sverige.